# Cózar
Cózar – gmina w Hiszpanii, w prowincji Ciudad Real, w Kastylii-La Mancha, o powierzchni 64,99 km². W 2011 roku gmina liczyła 1183 mieszkańców.